# Cupido minutissima
Cupido minutissima är en fjärilsart som beskrevs av Christian Friedrich Stephan 1923. Cupido minutissima ingår i släktet Cupido och familjen juvelvingar. Inga underarter finns listade i Catalogue of Life.